# Petershagen
Petershagen település Németországban, azon belül Észak-Rajna-Vesztfália tartományban. Lakosainak száma 25 226 fő (2023. december 31.). Petershagen Minden és Hille községekkel határos.

## Népesség
A település népességének változása:
| Lakosok száma | 24 420 | 25 131 | 25 168 | 25 027 | 25 222 | 25 226 |
|               | 1975   | 2017   | 2019   | 2021   | 2022   | 2023   |